# Théodore Smolders

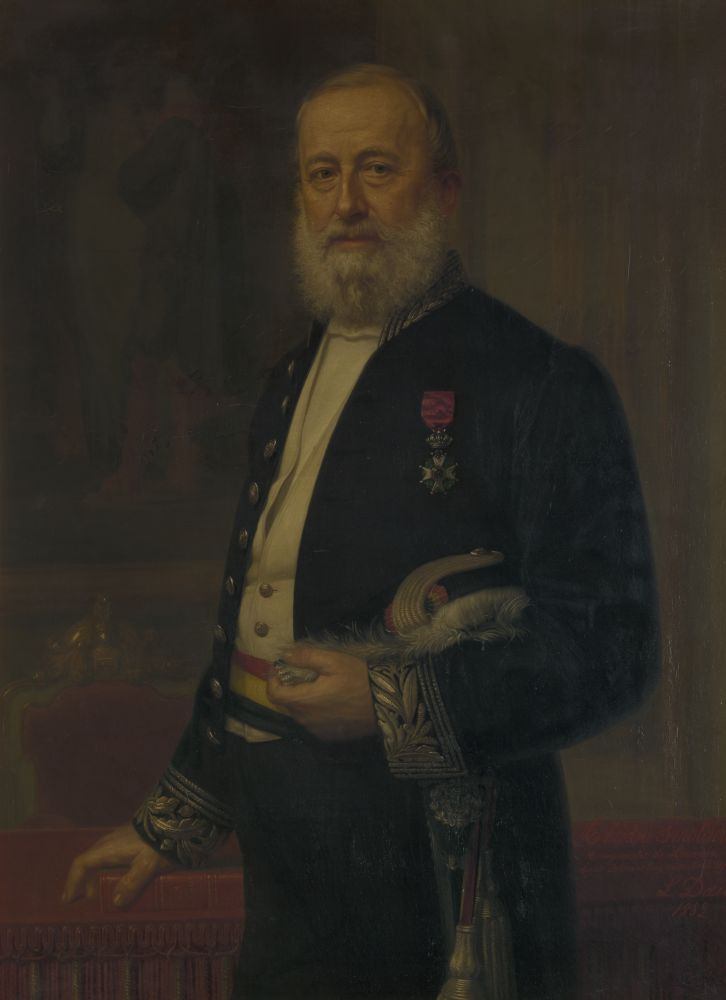
Théodore Smolders

Théodore Jean Corneille Smolders (Zevenbergen, 26 juli 1809 - Leuven, 7 augustus 1899) was een Belgisch volksvertegenwoordiger, burgemeester en hoogleraar.

## Biografie
Théodore Smolders promoveerde tot doctor in de rechten aan de Rijksuniversiteit Leuven (1833) en vestigde zich als advocaat in Leuven, tot aan zijn dood. Hij werd vijfmaal verkozen tot stafhouder en oefende deze functie bijna 25 jaar uit.
Van 1835 tot 1870 was hij hoogleraar rechten aan de Katholieke Universiteit Leuven. Hij doceerde encyclopedie van het recht en geschiedenis van het Romeins recht. In 1870 was hij decaan van de rechtsfaculteit.
Van 1852 tot 1863 was Smolders provincieraadslid van Brabant. Van 1869 tot 1872 was hij burgemeester van Leuven. In 1873 werd hij verkozen tot katholiek volksvertegenwoordiger voor het arrondissement Leuven en vervulde dit mandaat tot in 1884.
Hij was commandeur in Leopoldsorde.

### Familie
Smolders was de zoon van Michel Smolders en Thérèse Philipsen. Zijn vader was burgemeester van Zevenbergen en van 1819 tot 1821 lid van de Provinciale Staten van Noord-Brabant.
Hij trouwde in 1838 in Leuven met Henriette Prévinaire (1820-1886). Ze kregen een zoon en zes dochters. Hun zoon Ferdinand Smolders werd later eveneens burgemeester van Leuven.